# Новые Ляды (Брагинский район)
Но́вые Ляды́ (бел. Новыя Ляды) — упразднённая деревня в Новоиолченском сельсовете Брагинского района Гомельской области Беларуси.
После катастрофы на Чернобыльской АЭС и радиационного загрязнения жители в 1986 году переселены в чистые места.

## География

### Расположение
В 41 км на юго-восток от Брагина, 4 км к северу от железнодорожной станции Иолча (на участке Чернигов — Овруч), 160 км от Гомеля.

## Транспортная сеть
Транспортные связи по просёлочной, затем автомобильной дороге Комарин — Брагин.
Застройка деревянными домами усадебного типа.

## История
Основан в начале 1920-х годов в результате раздела деревня Вырубки на Старые Ляды и Новые Ляды. В 1929 году организован колхоз. В 1959 году входила в состав совхоза «Красное» (центр — деревня Красное).

## Население

### Численность
- 2010 год — жителей нет.

### Динамика
- 1959 год — 105 жителей (согласно переписи).
- 1986 год — жители в 1986 году переселены.